# Abdülaziz

Sultan Abdülaziz

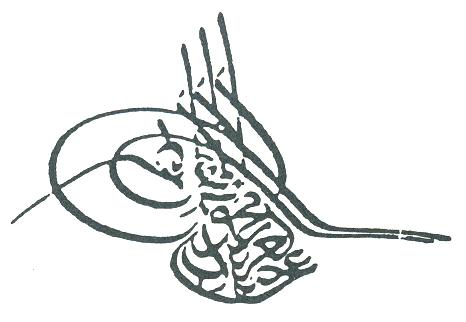
Tughra von Sultan Abdülaziz

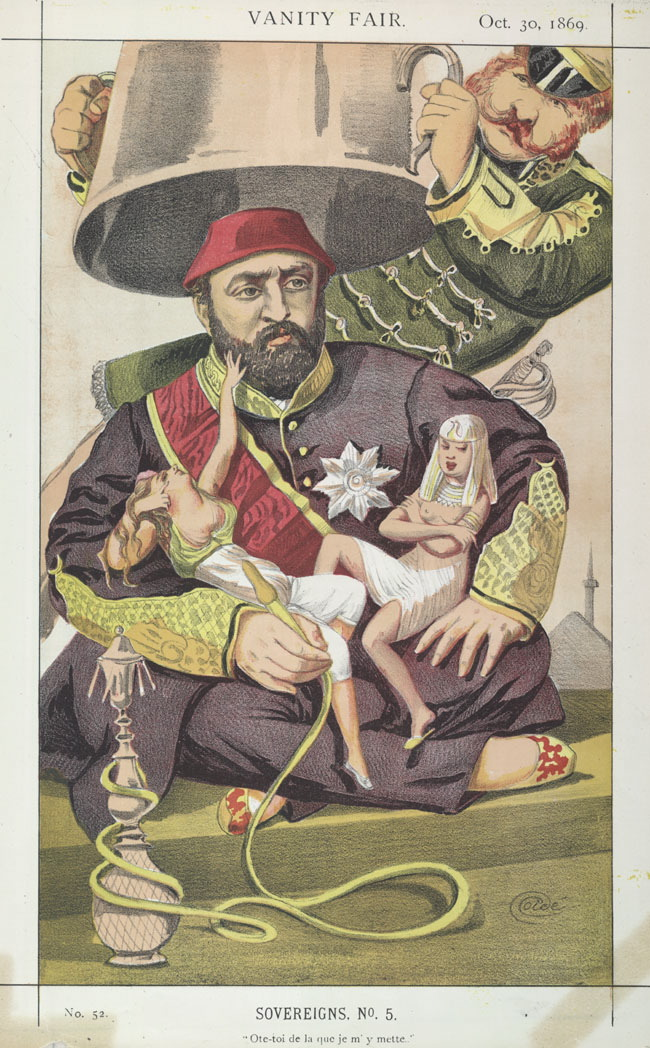
Karikatur von Sultan Abdülaziz im Vanity Fair, 1869

Abdülaziz (osmanisch عبد العزيز; geboren 8. Februar 1830 in Istanbul; gestorben 4. Juni 1876 im Istanbuler Feriye-Palast) war der 32. Sultan der Osmanen. Seine Herrschaftszeit fiel in die Zeit der Tanzimat-Reformen. Er war der erste osmanische Herrscher, der das europäische Ausland aufsuchte. In den ersten Jahren dominierte unter seiner Herrschaft (1861–1876) die Reformpolitik. In den letzten Jahren kam es zur Krise des Staates, die in Aufständen in den Balkan-Provinzen und im Staatsbankrott gipfelte. 1876 wurde der Sultan abgesetzt und starb entweder durch Selbsttötung oder Ermordung.

## Leben
Abdülaziz war der zweite Sohn des Sultans Mahmud II. Seine Mutter war Pertevniyal Valide Sultan, deren Herkunft umstritten ist. Sie war höchstwahrscheinlich tscherkessischer Abstammung, es heißt aber auch, sie sei Rumänin oder Kurdin gewesen. Ihr Geburtsname war Besime. Abdülaziz wurde im Sultanspalast erzogen und lebte wie für osmanische Thronerben üblich von der Öffentlichkeit isoliert. Die Partei der Alttürken war den Reformen der Tanzimat-Periode, die von Abdülaziz’ Bruder Abdülmecid I. mit der Verkündung des Hatt-ı Şerif von Gülhane (Edikt von Gülhane) 1839 eingeleitet worden war, abgeneigt und auch über die Annäherung des Sultans an die westeuropäische Kultur irritiert. Sie zettelte 1859 eine Verschwörung gegen Abdülmecid I. an, um an seiner Stelle Abdülaziz zum Sultan zu erheben. Das Komplott scheiterte, doch Abdülaziz konnte seinen Bruder überzeugen, dass er nicht darin verwickelt war und wurde begnadigt.

### Ära der Reformpolitik

#### Regierungsantritt
Am 25. Juni 1861 folgte Abdülaziz seinem Bruder Abdülmecid I. auf dem Thron. Entgegen den Erwartungen der alttürkischen Partei setzte er den innenpolitischen Reformkurs seines Vorgängers und die Annäherung an Europa fort. Am 1. Juli 1861 verkündete er den Westmächten in einer feierlichen Erklärung seine Absicht, seine Regierung nach dem Hatt-ı Şerif von Gülhane (1839) sowie jenem von 1856 auszurichten. Das Osmanische Reich war unter seinem Bruder in eine Finanzkrise geraten; auch hatte Abdülmecid I. hohe persönliche Schulden hinterlassen. Zu deren Bezahlung ließ Abdülaziz ostentativ Schmuck verkaufen; und die Staatsgläubiger suchte er durch die Herabsetzung seiner Zivilliste von 75 auf 12 Millionen Piaster zu beruhigen. Den wegen Verschwendung angeklagten Riaz Pascha ließ er inhaftieren.
Abdülaziz schickte 200 Frauen seines Harems heim und erklärte, sich mit einer Gemahlin begnügen zu wollen. Später holte er aber zahlreiche tscherkessische Sklavinnen in den Harem. Human verhielt er sich gegen die Söhne seines verstorbenen Bruders; auch ließ er entgegen altem Brauch die Söhne der verheirateten Prinzessinnen am Leben. Er hatte eine gewisse Bildung erlangt und beherrschte Englisch und Französisch; und eine gleichwertige Ausbildung wollte er dem ältesten Sohn von Abdülmecid I. und Thronerben, Murad, ermöglichen. Zu diesem Zweck ließ er Murad von herausragenden Lehrern unterrichten und die Militärakademie von Istanbul besuchen. Ein weiteres wichtiges Signal seines Reformwillens setzte er im November 1861 durch die Ernennung von Mehmed Fuad Pascha zum Großwesir. 1857 war sein Sohn Yusuf Izzettin Efendi auf die Welt gekommen; 1868 folgte sein Sohn Abdülmecid II. und 1874 sein Sohn Şehzade Mehmed Seyfeddin Efendi (Mutter: Gevherî Vâlide Sultan).

#### Aufstände
Die Herrschaft von Abdülaziz blieb zwar von auswärtigen Kriegen verschont, doch traten mehrere Aufstände in zum Osmanischen Reich gehörigen Ländern aus. 1862 erhob sich die Bevölkerung Montenegros zum Freiheitskampf, unterlag aber und musste kapitulieren. Bei einer im gleichen Jahr ausgebrochenen Revolte in Belgrad ordnete der türkische Festungskommandant im Juni 1862 die Bombardierung der Stadt an. 1863 wurde nach der Intervention der westlichen Mächte eine für Serben und Montenegriner akzeptable Friedensvereinbarung beschlossen. Dagegen unterhielt Abdülaziz gute Beziehungen mit Ägypten. 1863 kam Ismail Pascha nach Istanbul, um durch den Sultan die Investitur zu erhalten. Im gleichen Jahr reiste Abdülaziz im Zusammenhang mit dem Bau des Suezkanals nach Alexandria und erhielt die ihm als Souverän zustehenden Ehren. 1867 verlieh der Sultan wegen der Geldnot seines Staats Ismail Pascha gegen die Verdoppelung des Tributs den erblichen Titel eines Khediven; Ägypten wurde, wenn auch nicht formell, so doch faktisch unabhängig vom Osmanischen Reich.
Rumänien hatte schon früher die völlige Unabhängigkeit verlangt und entgegen dem Pariser Vertrag 1866 Karl von Hohenzollern zum Fürsten gewählt. Ein ähnlich nationales Empfinden gab es in Serbien. 1867 mussten die Osmanen nach langwierigen Verhandlungen die Zitadelle Belgrads und die übrigen Festungen räumen. Bereits 1866 war es zum Aufstand auf Kreta gekommen, da der Sultan geforderte radikale Veränderungen in der Verwaltung der Insel nicht bewilligt hatte. Die Kreter wollten den Anschluss ihrer Insel an das Königreich Griechenland. Ihr Aufstand scheiterte 1869; Kreta blieb beim Osmanischen Reich. 1875 kam es unter dem Einfluss Russlands in Bosnien und der Herzegowina zu blutigen Unruhen. 1876 fand in Bulgarien der rasch unterdrückte Aprilaufstand statt.

#### Innere Reformen; internationale Beziehungen
Unter Abdülaziz hatten die Reformminister Mehmed Fuad Pascha und Mehmed Emin Ali Pascha zentralen Einfluss auf die Politik. Sie schränkten die reale Machtausübung des Sultans ein. Im Gegensatz zu früheren Sultanen war Abdülaziz für seine Untertanen relativ leicht erreichbar und nahm sogar an von europäischen Residenten in Istanbul veranstalteten gesellschaftlichen Treffen teil. Ein Signal religiöser Toleranz setzte er, indem er 1862 dem griechisch-orthodoxen Bischof von Bursa eine bedeutende Geldsumme zum Bau einer Kirche zur Verfügung stellte. Im gleichen Jahr ließ er sein Reich auf der Weltausstellung in London vertreten und schloss Handelsverträge mit Russland, Schweden, Spanien, dem Deutschen Zollverein und Österreich. Ebenfalls 1862 fand eine Finanzreform statt; erstmals wurde ein vorläufiges Budget für die voraussichtlichen Einnahmen und Ausgaben des Reichs erstellt und eine Kommission zur Kontrolle der Staatsschulden eingesetzt. Im Februar 1863 firmierte die Ottomanische Bank in die Banque impériale ottomane mit Hauptsitz in Istanbul um und fungierte als wichtiger Kreditgeber der osmanischen Regierung. 1863 wurde auch ein Rechnungshof geschaffen. Indessen genügten diese Maßnahmen nicht, um die Finanzlage zu stabilisieren.
So belastete neben anderen Reformen vor allem die Modernisierung der osmanischen Armee und der Flotte das Budget. Das Heer wurde verstärkt und mit neuer Bekleidung und Bewaffnung versehen; die Soldaten hielten kostspielige große Manöver ab. Weitere bedeutende Geldsummen investierte der Sultan in Maßnahmen zur Verschönerung der Reichshauptstadt. Zur Finanzierung wurden fast jährlich Anleihen aufgelegt, von denen mehrere nur mühsam kontrahiert werden konnten. Die Regierung war damit, wie schon bisher seit der Zeit des Krimkriegs. auf europäische Kreditgeber angewiesen. Die Erwartung der Verbesserung der wirtschaftlichen Situation und erhöhter Steuereinnahmen infolge der Reformen erfüllte sich nicht.
Zu weiteren Reformen gehörten 1864 die Aufhebung der Vorzensur sowie die rechtliche Gleichstellung der Ausländer. Im gleichen Jahr kam es durch das Vilâyet-Gesetz zur Schaffung einer novellierten Provinzialordnung nach französischem Vorbild; das Vilâyet bildete nun die oberste administrative Einheit. Das osmanische Verwaltungssystem wurde durch das Vilâyet-Gesetz, das 1867 einer Reform unterzogen wurde, zentralisiert. Midhat Pascha regierte von 1864 bis 1872 im Donau-Vilâyet und in Bagdad, um hier gemäß der neuen Provinzialordnung Musterprovinzen einzurichten. 1867 gewährte Abdülaziz Ausländern den Erwerb von Grundbesitz.
Während das Vereinigte Königreich im Allgemeinen eine protürkische Diplomatie betrieb, blieb Russland der Hauptfeind des Osmanischen Reichs und destabilisierte es. Nachdem Russland etwa 1864 das Gebiet der Tscherkessen im Nordkaukasus und 1867 Abchasien erobert hatte, wurden mehr als 1 Million dortige Muslime in Häfen des Schwarzen Meers zwangsverschifft und von den Osmanen in Anatolien sowie auf dem Balkan angesiedelt. Die Flüchtlinge erhielten aber wenig Unterstützung; in der Folge kam es zwischen ihnen und der ansässigen Bevölkerung zu Konflikten.

#### Europareise; weitere Reformen

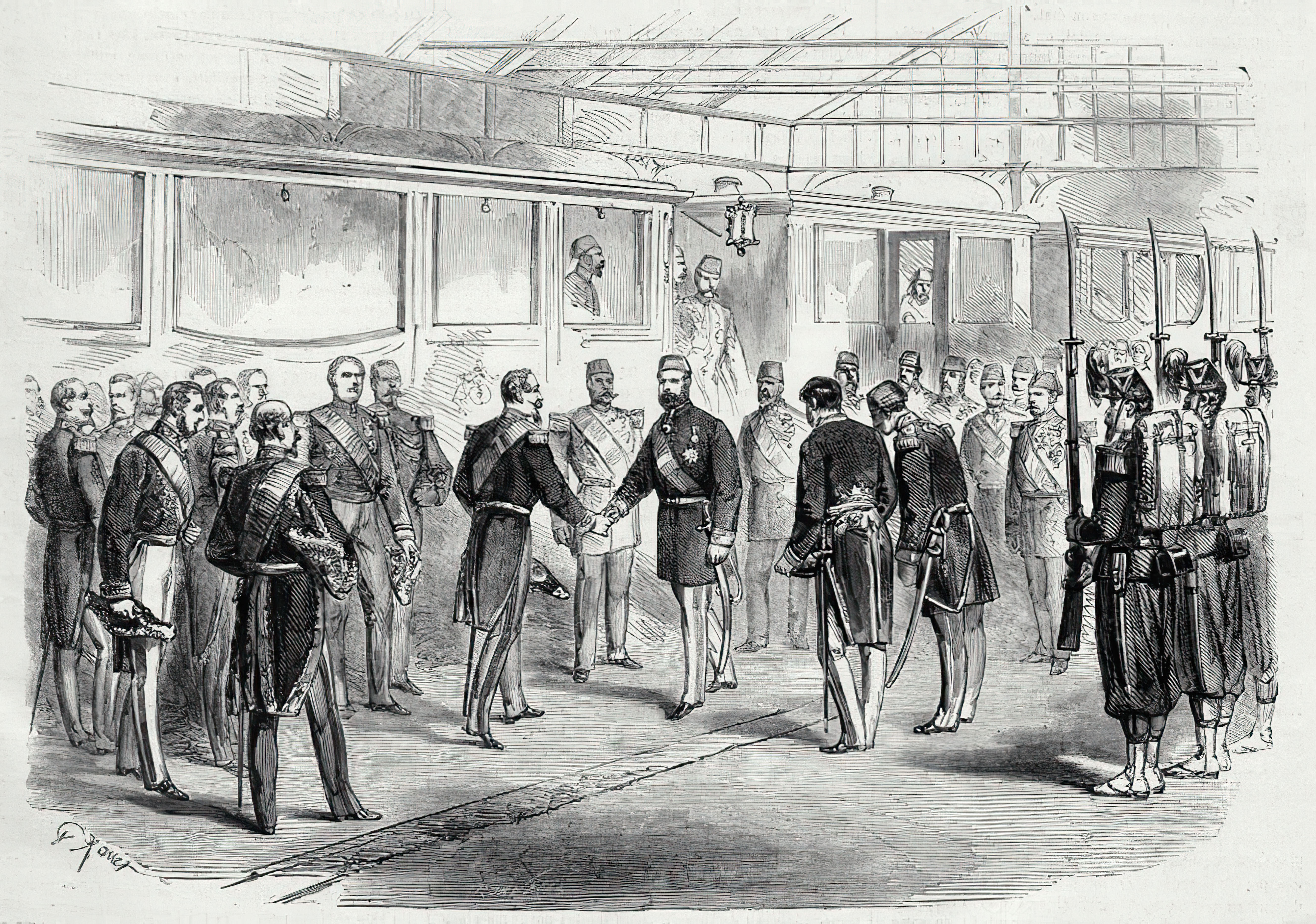
Empfang von Kalif-Sultan Abdülaziz auf dem Gare de Lyon in Paris durch Kaiser Napoleon III. am 30. Juni 1867

Abdülaziz pflegte gute Beziehungen zu Frankreich und dem Vereinigten Königreich. Ein Zeichen der Annäherung an Europa, als zwischen vielen von dessen Mächten und der Hohen Pforte Misshelligkeiten wegen der Pazifikation Kretas bestanden, war der Besuch des Sultans bei der Pariser Weltausstellung im Jahr 1867. Er war der erste osmanische Herrscher, der eine Europareise unternahm. Kaiser Napoleon III. hatte Abdülaziz zur Weltausstellung eingeladen, ebenso wie alle anderen europäischen Staatsoberhäupter. In seiner Begleitung befanden sich sein ältester Sohn Yusuf Izzettin Efendi, sein ältester Neffe und präsumtiver Thronfolger Murad und der Außenminister Fuad Pascha. Abdülaziz wurde am 30. Juni 1867 glänzend von Kaiser Napoleon III. in Paris empfangen. Vom 12. bis zum 23. Juli verweilte er in London und begegnete der britischen Königin Victoria. Am 24. Juli traf er in Koblenz den preußischen König Wilhelm I. und dessen Gattin Augusta. Anschließend hielt er sich fünf Tage in Wien auf, wurde von Kaiser Franz Joseph I. empfangen und traf am 7. August 1867 wieder in Istanbul ein.
Die durch den direkten Kontakt mit der westeuropäischen Zivilisation gewonnenen Eindrücke bestimmten Abdülaziz zur Inangriffnahme weiterer Verbesserungen im Verwaltungs- und Justizwesen, wie er denn 1868 bei der Eröffnung des neu eingerichteten Staatsrats zusätzliche Reformen nach westeuropäischem Muster in Aussicht stellte. Im September 1868 ließ er etwa das Galatasaray-Gymnasium als Istanbuler Eliteschule nach französischem Vorbild reorganisieren, die allen Osmanen offenstand. Überhaupt ließ er das öffentliche Schulwesen nach jenem in Frankreich reformieren. In einem nationalen Curriculum waren auch Natur- und Ingenieurwissenschaften enthalten. Ferner wurde die Errichtung einer im europäischen Sinn organisierten Universität in Istanbul anvisiert und ein Kassationsgerichtshof eingerichtet. Des Weiteren gründete Abdülaziz eine Wetterwarte.
1869 erhielt Abdülaziz Besuch von Eugénie de Montijo, der Gemahlin von Napoleon III. von Frankreich, und anderen ausländischen Monarchen auf dem Weg zur Eröffnung des Suezkanals. Der Prince of Wales, der spätere Eduard VII., besuchte Istanbul zweimal.
Da Griechenland den kretischen Aufstand unterstützte, überreichte die osmanische Regierung König Georg I. ein Ultimatum, diese Hilfsleistung einzustellen. Auf Drängen seines Ministers Ali Pascha begnügte sich der Sultan damit, dass die im Januar 1869 in Paris zusammengetretene Konferenz der europäischen Mächte Griechenland zur Annahme des Ultimatums nötigte. Hierdurch war dem Osmanischen Reich der weitere Besitz Kretas gesichert. Dieser Erfolg trug dazu bei, dass der nach immer größerer Unabhängigkeit strebende ägyptischen Khedive Ismail Pascha sich der Forderung der Hohen Pforte, Beschneidungen seiner Privilegien hinzunehmen, fügte. Er kam nach Istanbul und akzeptierte das durch den Ferman vom 9. Dezember 1869 festgesetzte Verhältnis zur osmanischen Regierung.
Auf rechtlichem Gebiet wurde das überkommene System der Kommunalorganisation beibehalten, aber die nichtmuslimischen Mitglieder erhielten die rechtliche Gleichstellung mit den Muslimen und die diktatorische Gewalt lokaler Machthaber wurde durch die Regierung gewählter Räte ersetzt. Ab 1869 entstand unter der Federführung von Abdülaziz’ Freund Ahmed Cevdet Pascha ein Zivilgesetzbuch (Mecelle), das an europäische Vorbilder angelehnt war, aber viele Bestimmungen des bisherigen islamischen Rechts übernahm. Es wurde eine reguläre Wehrpflicht eingeführt, die erstmals auch für nichtmuslimische Untertanen wegen deren nunmehriger rechtlicher Gleichstellung galt. Zur Ausbildung von Juristen wurde 1870 eine neue Rechtsschule gegründet, die bald den traditionellen Medressen den Rang ablief.
Zahlreiche angepeilte Reformen stießen bei führenden Persönlichkeiten des Militärs und der Verwaltung auf Widerstand, da sie vom alten System, das diverse Missbräuche erleichterte, profitiert hatten. Viele muslimische Osmanen missbilligten auch die den Nichtmuslimen zugestandenen größeren Rechte; und Vertreter der Letzteren wollten wiederum nicht auf frühere Privilegien wie die Befreiung vom Wehrdienst verzichten. Die europäischen Mächte unterstützten den Wunsch der Nichtmuslime nach Beibehaltung ihrer alten Vorrechte, um ihre eigene Stellung im Osmanischen Reich zu stärken.
Im Februar 1870 billigte Abdülaziz durch den Ferman zur Errichtung des Bulgarischen Exarchats die Wiederherstellung der bulgarischen Kirche. Den Jungtürken, die die Regierung vor allem aus dem Exil heraus kritisierten, gingen die Reformen nicht weit genug. Diese Intellektuellen wurden von den Schriftstellern Ziya Pascha und Namık Kemal angeführt. Sie verlangten u. a. eine größere Modernisierung der Regierung und konstitutionell garantierte Beschränkungen der autokratischen Macht des Sultans und der Führungsschicht.

### Staatskrise, Absetzung und Tod

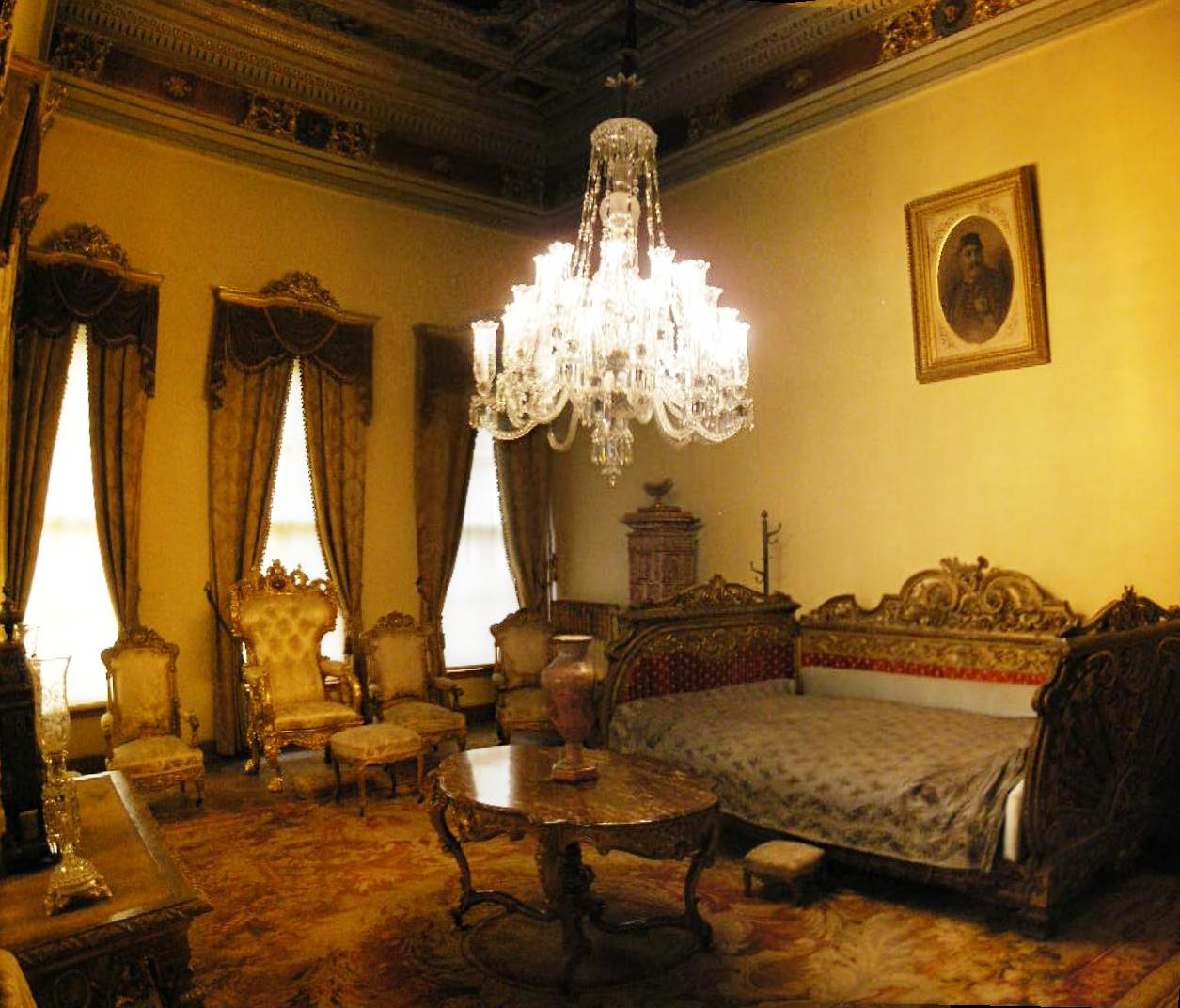
Schlafzimmer des Sultans im Dolmabahçe-Palast in Istanbul

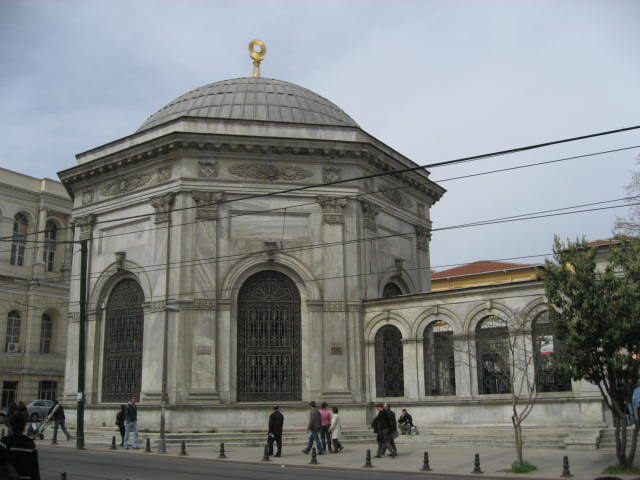
Mausoleum des Sultans an der Divan Yolu in Istanbul

Nach dem Tod des leitenden Staatsmanns Mehmed Fuad Pascha (1871) – Mehmed Emin Ali Pascha war schon 1869 verstorben – nahm Abdülaziz selbst stärker die Zügel der Regierung in die Hand. Im September 1871 ernannte er zunächst Mahmud Nedim Pascha zum Großwesir. Um zu große Machtkonzentration auf einzelne Politiker zu verhindern, tauschte er seine Minister oft aus. Zahlreiche hohe Beamten fügten sich den Wünschen des Sultans, um ihre eigene Karriere nicht zu gefährden. Zwar wurden weiterhin einige Reformen durchgeführt, die etwa zu Fortschritten in der Zentralverwaltung und im Steuerwesen führten, insgesamt jedoch keine größere Wirkung mehr erzielten.
Russland hatte inzwischen im Oktober 1870 eine Aufhebung des ihm durch den Pariser Frieden auferlegen Verbots, auf dem Schwarzen Meer Kriegsschiffe zu halten, verlangt und gegen den Widerstand der Hohen Pforte im März 1871 auf der Londoner Konferenz auch durchsetzen können. Der russische Botschafter in Istanbul, Nikolai Pawlowitsch Ignatjew, schürte Unzufriedenheit unter den Untertanen der Hohen Pforte, vor allem Slawen und Albanern. Ferner bemühte er sich, das Osmanische Reich mit den europäischen Mächten zu verfeinden und die osmanische Politik möglichst stark im russischen Sinn zu beeinflussen. Zu diesem Zweck bestach er, wie weithin vermutet wurde, den Großwesir Mahmud Nedim Pascha, der ein wichtiger Ratgeber von Abdülaziz war. Der Sultan selbst ließ sich in Verhandlungen mit Ignatjew ein, um russische Unterstützung für seinen Plan zu gewinnen, statt seines Neffen Murad, den die alte Thronfolgeordnung bestimmte, seinen Sohn Yusuf İzzettin zum Erben des Reichs ernennen zu lassen. Um dies vorzubereiten, gewährte Abdülaziz auch dem ägyptischen Khediven durch den Ferman von Anfang Juni 1873 während dessen Anwesenheit in Istanbul das von diesem gewünschte Erstgeburtsrecht, außerdem volle Souveränität im Inneren und bedeutende Befugnisse in der Außenpolitik.
1875 spitzte sich die Lage durch den sich abzeichnenden Staatsbankrott zu. Beigetragen dazu hatten die großen Kosten der Modernisierung der Armee sowie die durch eine Hungersnot in Anatolien 1873-74 stark verringerten Steuereinnahmen, aber auch der zunehmend luxuriöse Lebensstil des Sultans und dessen Bauvorhaben, darunter die aufwendige Renovation des Çırağan-Palastes. Europäische Bankiers, die bisher türkische Zinszahlungen durch weitere Darlehen gedeckt hatten, waren nach den Verlusten durch den allgemeinen Börsensturz von 1873 nicht mehr dazu bereit. Außerdem kam es im Juli 1875, angeblich wegen zu hohen Steuerdrucks, zu von Russland begünstigten Aufständen in Bosnien und Herzegowina. Serbien und Montenegro unterstützten die Rebellen heimlich. Wegen zu geringer Streitkräfte konnten die Osmanen die Revolte nicht unterdrücken. Der im Juli 1872 als Großwesir abgelöste Mahmud Nedim Pascha kehrte im August 1875 wieder in dieses Amt zurück. Am 6. Oktober 1875 musste die Regierung den Staatsbankrott offiziell erklären.
1876 folgte der – allerdings rasch niedergeschlagene – bulgarische Aprilaufstand. Am 6. Mai 1876 wurden der deutsche und französische Konsul bei einem Tumult von fanatischen Muslimen in Thessaloniki ermordet, was zu Spannungen mit den europäischen Mächten führte. In Istanbul kam es am 11. Mai 1876 zu einer von theologischen Studenten (Softas) angeführten Erhebung gegen Mahmud Nedim Pascha. Abdülaziz entließ diesen, und es wurde eine vor allem aus Alttürken bestehende Regierung gebildet, in der insbesondere der Staatsratspräsident Midhat Pascha und der Kriegsminister Hüseyin Avni Pascha hervorragten. Auf Betreiben dieser beider Männer sowie des neuen Großwesirs Mütercim Mehmed Rüşdi Pascha und anderer wurde Abdülaziz in der Nacht vom 29. zum 30. Mai 1876 zur Abdankung gezwungen und dessen Neffe als Murad V. zum Sultan ausgerufen. Zunächst wohnte Abdülaziz vier Tage im Topkapı-Palast und zog dann in den Feriye-Palast um, wo er am 4. Juni 1876 mit aufgeschnittenen Pulsadern der Arme tot aufgefunden wurde. Nach einer oberflächlichen Untersuchung des Leichnams bestätigten 19 Ärzte, darunter auch europäische, dass Abdülaziz Selbstmord verübte habe. 1881 aber wurden die noch lebenden Paschas Midhat, Nuri und Mahmud in einem vom Sultan Abdülhamid II. angestrengten Prozess wegen der Ermordung Abdülaziz’ zum Tod verurteilt, jedoch nicht hingerichtet, sondern verbannt. Die Frage, ob Abdülaziz durch Selbsttötung oder Ermordung starb, blieb ungeklärt.

## Kultur, Kunst und Musik

### Abdülaziz als Mäzen
Sultan Abdülaziz war ein Liebhaber der schönen Künste. Er hat im Jahre 1876 den Bau des Richard-Wagner-Festspielhauses in Bayreuth mit einer Hilfe in Höhe von ungefähr 70.000 Euro (nach heutiger Kaufkraft) unterstützt.

### Abdülaziz als Maler und Zeichner
Abdülaziz war zunächst ein Sultan, der keine westliche Seite hatte. Nach seiner Thronbesteigung ließ er die Palastkapellen und -orchester abschaffen, ersetzte sie durch Instrumentalensembles für klassische türkische Musik und sah sich statt des Theaters das Orta Oyunu an. 1867, nach der Rückkehr von einer Europareise, änderten sich seine Vorstellungen vom Westen. Er fühlte sich von der europäischen Kultiviertheit angezogen und ließ die Palastkapellen und -orchester wieder ins Leben rufen. Abdülaziz war ein guter Komponist, spielte sehr gut Laute und Nay, malte und war auch ein Kalligraph. Ferner war Abdülaziz Auftraggeber für viele Maler, darunter Aiwasowski, Istanislav Gloyovksi und Berton, denen er häufig mit roter Tinte gezeichnete Entwürfe der von ihm bestellten Werke überreichte.

### Abdülaziz als Komponist
Abdülaziz komponierte klassische Musik. Bekannt ist seine Orchesterkomposition Invitation à la Valse, die in einer Bearbeitung Arthur Kullings für kleines Orchester im Druck erschien.
- La Gondole, Barkarole für Klavier, F. Lucca, Mailand, 1852 OCLC 843188618
- La Harpe, Caprice für Klavier, F. Lucca, Mailand, 1852 OCLC 843188619
- Invitation à la valse für Klavier OCLC 843188620
- Polka für Klavier, F. Lucca, Mailand, 1862 OCLC 659145525

## Gestiftete Orden
- Osmanje-Orden